# Brunei op de Gemenebestspelen

Vlag van Brunei

Brunei is een land dat deelneemt aan de Gemenebestspelen (of Commonwealth Games). Sinds 1990 heeft Brunei negenmaal deelgenomen, maar vooralsnog zonder medaillewinst.

## Medailles
| Brunei op de Gemenebestspelen | Brunei op de Gemenebestspelen | Brunei op de Gemenebestspelen | Brunei op de Gemenebestspelen | Brunei op de Gemenebestspelen | Brunei op de Gemenebestspelen |
| ----------------------------- | ----------------------------- | ----------------------------- | ----------------------------- | ----------------------------- | ----------------------------- |
| Jaar                          | Goud                          | Zilver                        | Brons                         | Totaal                        | Rang                          |
| 1990                          | -                             | -                             | -                             | -                             | /                             |
| 1994                          | -                             | -                             | -                             | -                             | /                             |
| 1998                          | -                             | -                             | -                             | -                             | /                             |
| 2002                          | -                             | -                             | -                             | -                             | /                             |
| 2006                          | -                             | -                             | -                             | -                             | /                             |
| 2010                          | -                             | -                             | -                             | -                             | /                             |
| 2014                          | -                             | -                             | -                             | -                             | /                             |
| 2018                          | -                             | -                             | -                             | -                             | /                             |
| 2022                          | -                             | -                             | -                             | -                             | /                             |